# István Frank
István Frank (* 11. März 1918 in Budapest; † 22. Juli 1955 in Menton) war ein französischer Romanist, Provenzalist und Mediävist.

## Leben

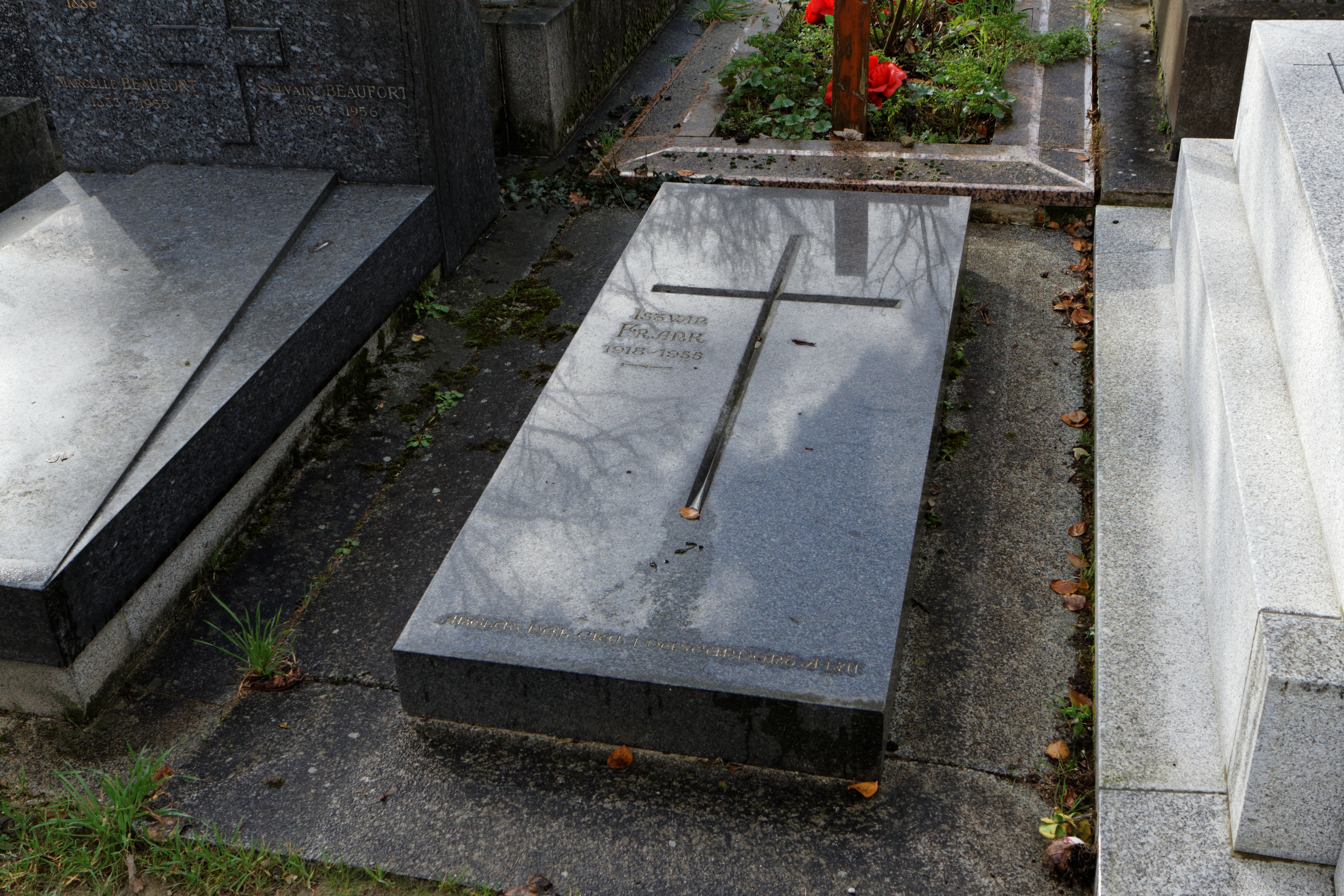
Père-Lachaise.

Frank studierte in Paris an der École pratique des hautes études (Abschluss 1948). Bis zu seinem frühen Tod lehrte er an der Universität des Saarlandes.

## Werke
- (Hrsg.) Trouvères et "Minnesänger". Recueil de textes pour servir à l'étude des rapports entre la poésie lyrique romane et le Minnesang au XIIe siècle, Saarbrücken 1952
- Répertoire métrique de la poésie des troubadours, 2 Bde., Paris 1953-1966